# Osteoglossidae
Los osteoglósidos (Osteoglossidae) son una familia de peces de agua dulce osteoglosiformes, compuesta por 2 géneros vivientes con un total de 6 especies, que habitan en aguas cálidas del norte de América del Sur, Australia y sudeste de Asia y son denominadas comúnmente arawanas.

## Taxonomía

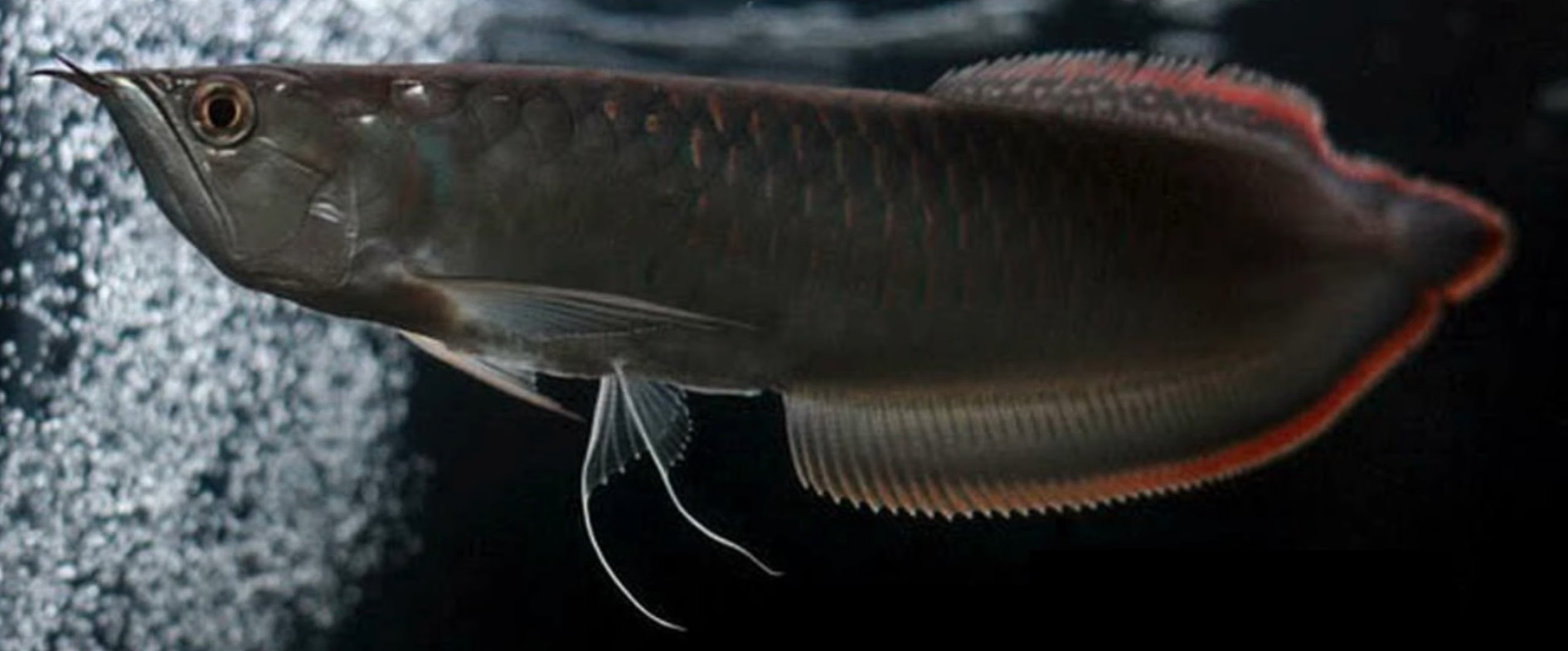
Arawana negra (Osteoglossum ferreirai).

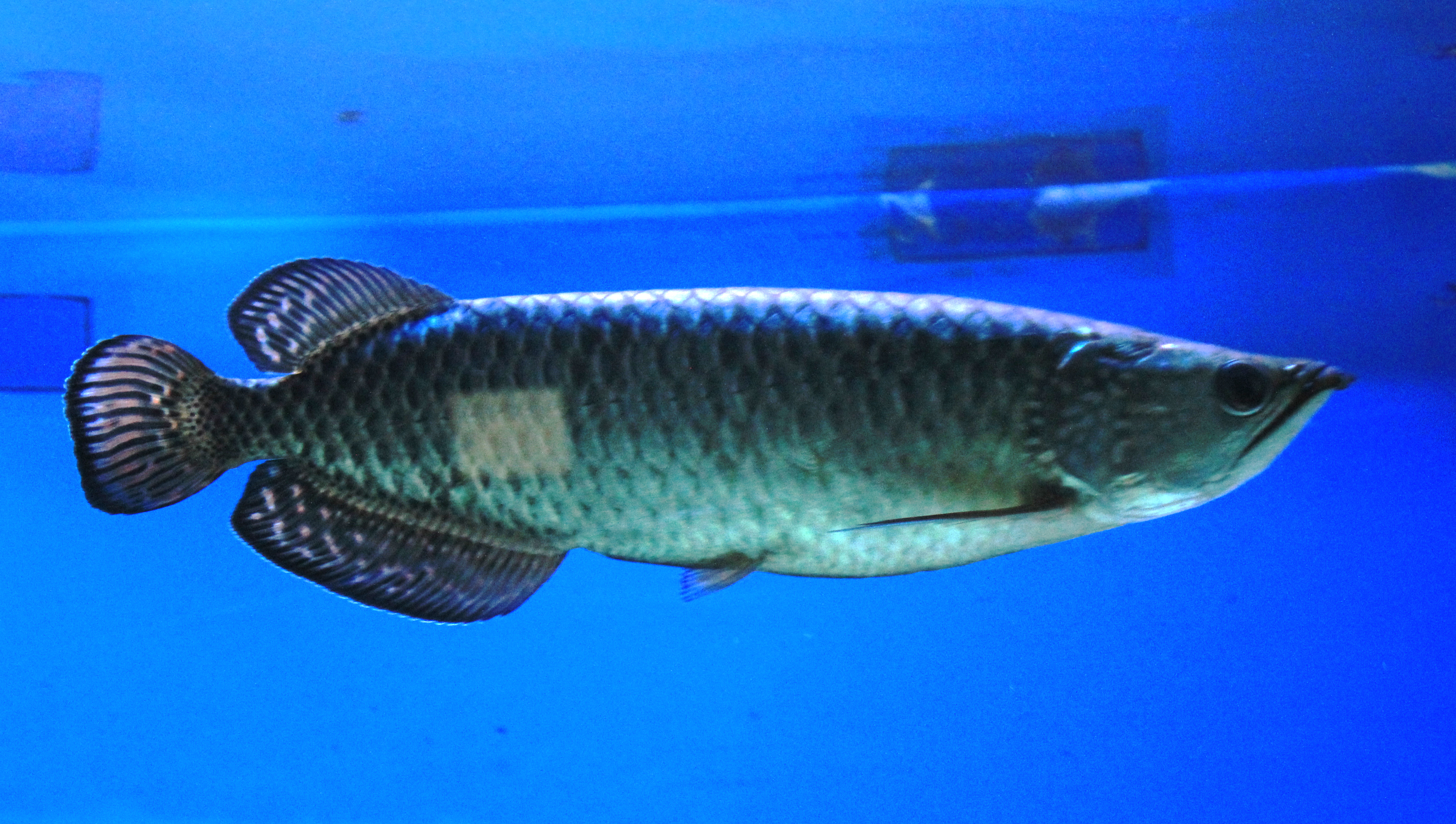
Arawana australiana (Scleropages jardinii).

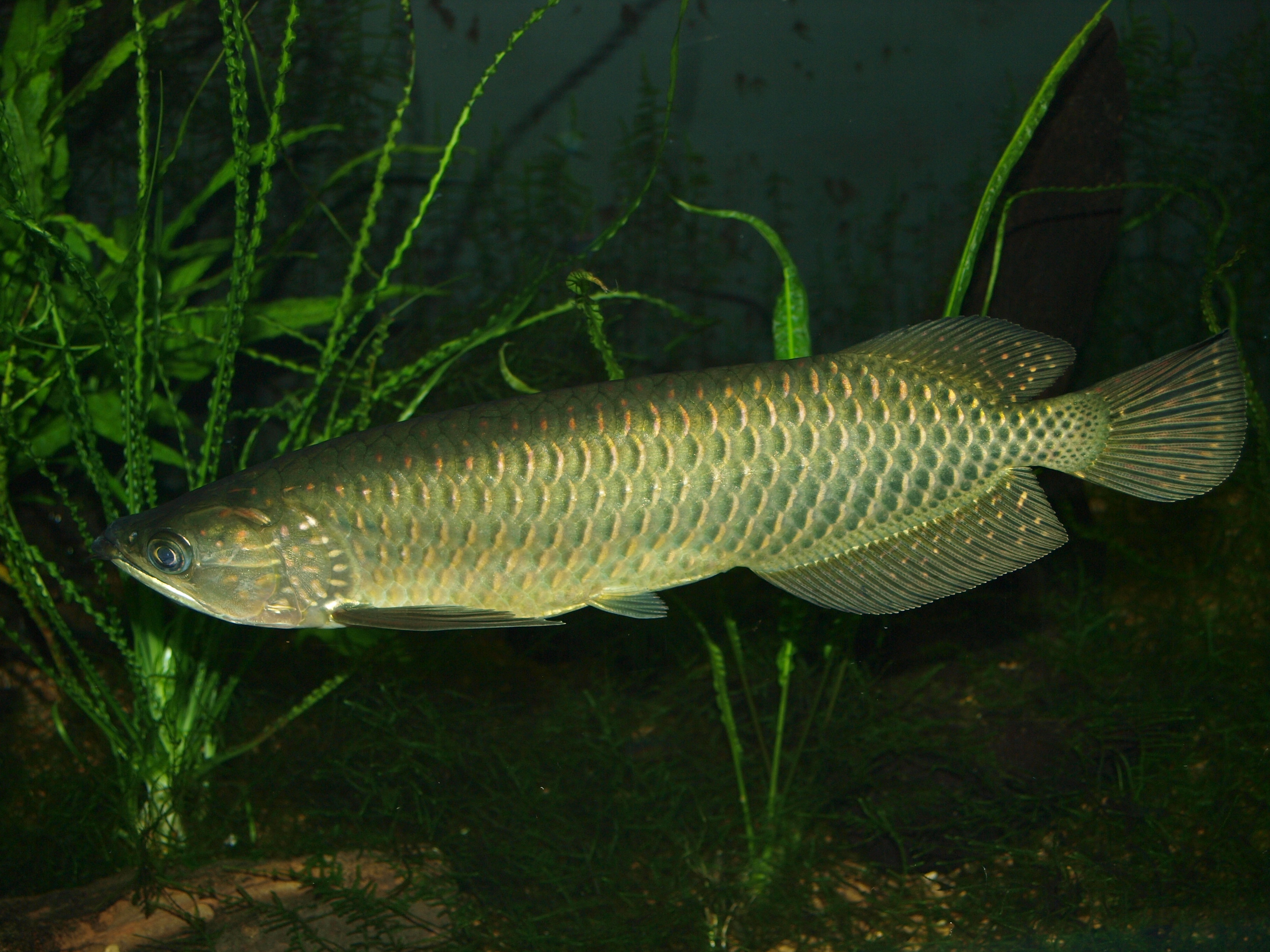
Arawana manchada (Scleropages leichardti).

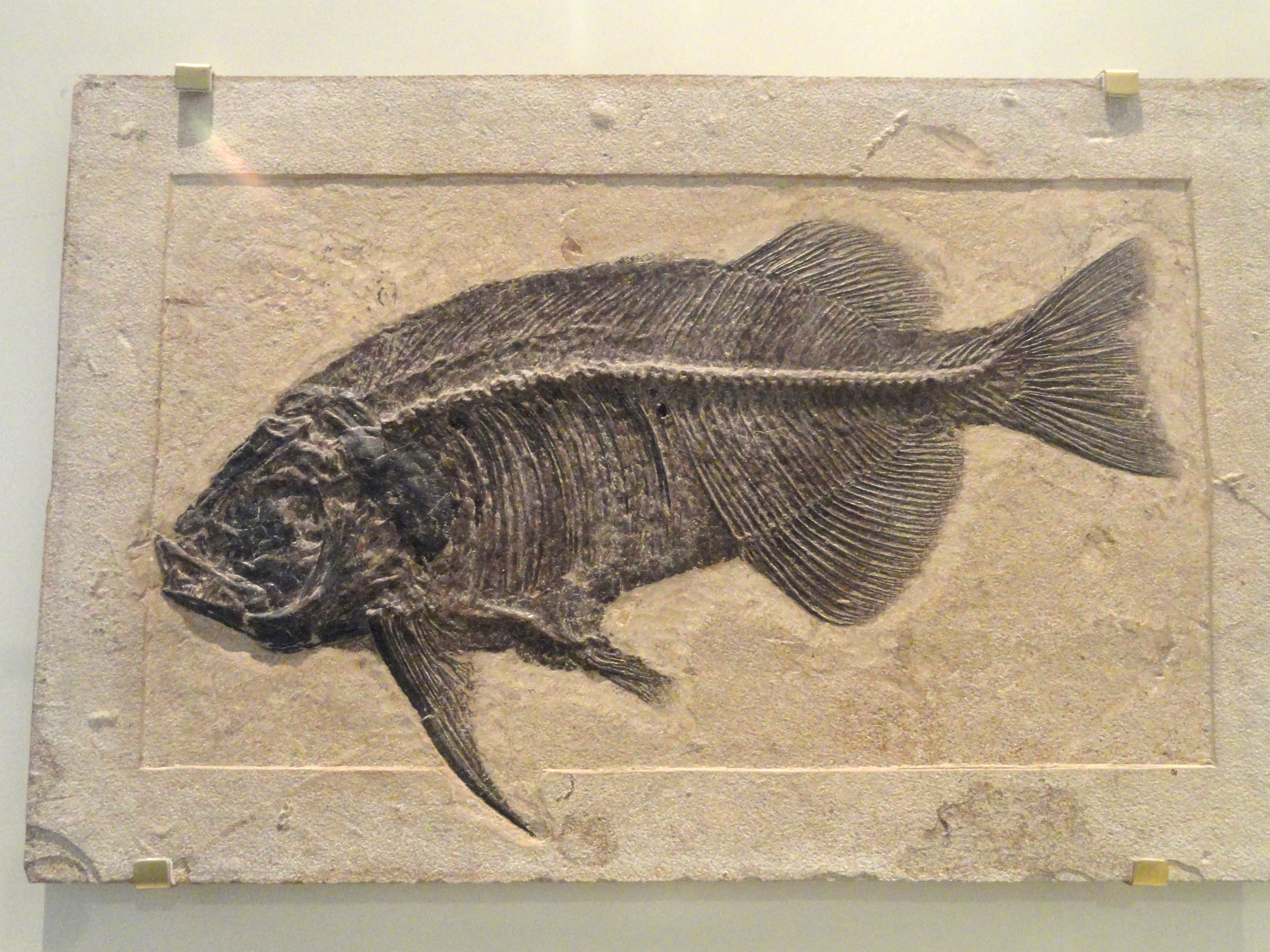
Phareodus testis.

Esta familia fue clasificada originalmente en el año 1832 por el naturalista francés Charles Lucien Bonaparte.
Etimología
Etimológicamente el nombre Osteoglossidae se forma del griego: osteon que significa 'hueso' y glossa, 'lengua'.
Subdivisión
Esta familia se subdivide en 2 géneros vivientes con un total de 6 especies, las que se distribuyen en Sudamérica (en la cuenca del río Amazonas), el Sudeste Asiático, Australia y Nueva Guinea. Además cuenta con un género extinto, con al menos 4 especies, las cuales solo son conocidas por el registro fósil.
- Género Osteoglossum (Cuvier, 1829)
  - Osteoglossum bicirrhosum Cuvier (ex Vandelli), 1829[5] (arawana plateada)
  - Osteoglossum ferreirai Kanazawa, 1966[6] (arawana negra)
- Género Scleropages
  - Scleropages formosus (Schlegel & Müller, 1844) arawana asiática
  - Scleropages inscriptus Roberts, 2012 arawana birmana
  - Scleropages jardinii (Saville-Kent, 1892) arawana australiana
  - Scleropages leichardti Günther, 1864 arawana manchada australiana
- Género †Phareodus
  - Phareodus testis (Leidy, 1873) de Norteamérica,
  - Phareodus encaustus de Norteamérica,
  - Phareodus muelleri de Europa,
  - Phareodus queenslandicus de Australia.

## Características y costumbres
Los osteoglósidos son similares en apariencia a los arapaímidos y durante mucho tiempo se los consideró miembros de la misma familia, hasta que fueron divididos, ya que, si bien los integrantes de ambas familias tienen cuerpos alargados y con grandes escamas, los osteoglósidos pueden caracterizarse por exhibir barbos en el extremo de la mandíbula inferior, por tener un abdomen muy comprimido (el cual es casi cilíndrico en las arapaimas), y por presentar una enorme boca, con una apertura marcadamente oblicua.
Un estudio genético concluyó que el linaje de la familia Arapaimidae (la que incluye a los arapaimas sudamericanos y a la arawana africana) se separó de la familia Osteoglossidae hace unos 220 millones de años, durante el Triásico Tardío. Dentro de esta última, el linaje que condujo a los arawanas sudamericanos divergió hace unos 170 millones de años, durante el Jurásico Medio. Los arawanas asiáticos y australianos (género Scleropages) se separaron de Phareodus hace unos 140 millones de años, durante el Cretácico Inferior.
Las aletas pélvicas nacen por detrás de la base de las aletas pectorales. Las aletas dorsal y anal tienen radios blandos y están asentadas en una larga base, mientras que las aletas pectorales y ventrales son pequeñas. La "lengua" ósea deriva de un hueso que parte del piso de la boca, y que está equipada con dientes que muerden contra los dientes situados en el techo de la cavidad bucal.
Cuentan con entre 60 y 100 vértebras. La mayoría de las especies poseen escamas muy grandes. Algunas cuentan con órganos suprabranquiales, estando facultadas para respirar el aire directamente de la atmósfera extrayendo el oxígeno mediante succión de su vejiga natatoria, la cual está llena de capilares, como el típico tejido pulmonar. 
Viven en aguas tranquilas, en ambientes tropicales de agua dulce, siendo de hábitos alimenticios omnívoros o carnívoros.
Dado su llamativo aspecto algunas de sus especies son exhibidas en acuarios públicos, además de integrar el comercio de peces ornamentales hogareños.
Los huevecillos miden entre 10 y 18 mm y son incubados dentro de la boca. Las hembras poseen solo un ovario, el izquierdo.